# Pseudosclerochloa rupestris
Pseudosclerochloa rupestris là một loài thực vật có hoa trong họ Hòa thảo. Loài này được (With.) Tzvelev mô tả khoa học đầu tiên năm 2004.